# Marcos Ferrari
Marcos Francisco Ferrari Feitosa, mais conhecido como Marcos Ferrari (, 8 de janeiro de 1978) é um atleta brasileiro de atletismo de força. Oriundo do powerlifting, Ferrari é, atualmente, o único strongman profissional do Brasil.
Marcos entrou para a modalidade de strongman em 2005. Em 2013, entrou para a Champions League e garantiu uma vaga entre os 27 homens mais fortes do mundo no mesmo ano. Com isso, tornou-se o primeiro brasileiro com status permanente em competições de strongman profissional.

## Melhores marcas pessoais
- Powerlifting: Squat 420 kg raw (cinto e faixa,recorde sul americano);
- Bench: 225 kg raw;
- DeadLifting 380 kg raw (cinto e faixa); [carece de fontes?]

## Conquistas
- 1° Colocado nos Jogos Abertos do Interior 2011
- Campeão Paulista IPF 2011
- 2° Colocado no Campeonato Brasileiro de Strong Man 2011
- 2° Colocado no Desafio Sulamericano no Brasil de Strong Man 2011
- Primeiro campeão Sulamericano de Strongman reconhecido pela American Strongman 2012
- Campeão Amador do Arnold Classic no Rio de Janeiro - 2013
- Homem mais forte do Brasil de todos os tempos - Ranking Internacional 2015 [carece de fontes?]
- Pentacampeão sul americano de strongman
- 36 no Ranking Mundial Unificado em 2016

### Recordes
- 2012 - recorde Sulamericano de tire flip, com 1052 kg pra 4 repetições
- 2014 - Recorde Sulamericano de TireDeadLift, com 400 kg. (Batido pelo Rafa Crestani com 402.5 kg)
- 2015 - Recorde Sulamericano de Deadlift, com 380 kg.(batido pelo Estêvão Silva com 390 kg)
- 2016 - Recordes sul-americanos: log press, com 180kg (batido pelo Tiago Aparecido com 185 kg),  o giant dumbell press, com 120kg (batido pelo Thiago Aparecido com 120 kg e 3 repetições
- 2017– recorde Sul-Americano: Giant arm over arm com 16 toneladas

- 2019 - Recorde Sulamericano de Heavy Yoke com 560 kg.(batido pelo Tiago Aparecido com 570 kg)

Feitos

Tombamento de carro: 700 kg×6 repetições em 1 minuto
Tombamento de carro: 800 kg×1 repetição (campeonato strongman Peruíbe 2011)
Puxar um trem de 250 toneladas por 20 metros
Car deadlift: 350 kg×13 repetições 
Tire Deadlift 18" 390 kg×10 repetições (Scl Portugal) 
18" Deadlift 443 kg×15 repetições 
Leg press 1200 kg×10 repetições  